# Beyeria sulcata
Beyeria sulcata är en törelväxtart som beskrevs av David A. Halford och Rodney John Francis Henderson. Beyeria sulcata ingår i släktet Beyeria och familjen törelväxter.

## Underarter
Arten delas in i följande underarter:
- B. s. brevipes
- B. s. gracilis
- B. s. sulcata
- B. s. truncata